# Venezuela aux Jeux olympiques d'été de 2008
Le Venezuela participe aux Jeux olympiques d'été de 2008 à Pékin.

## Liste des médaillés vénézuéliens

### Médailles d'or
| Sport              | Discipline | Sportifs | Performance |
| Médailles d'or : 0 |            |          |             |

### Médailles d'argent
| Sport                  | Discipline | Sportifs | Performance |
| Médailles d'argent : 0 |            |          |             |

### Médailles de bronze
| Sport                   | Discipline         | Sportifs               | Performance |
| Médailles de bronze : 1 |                    |                        |             |
| Taekwondo               | Moins de 49 kg (F) | Dalia Contreras Rivero |             |

## Athlètes vénézuéliens[1]

### Athlétisme

#### Hommes
| Épreuve    | Athlète          | Séries     | Séries | Quarts de finale | Quarts de finale | Demi-finales | Demi-finales | Finale   | Finale |
| Épreuve    | Athlète          | Résultat   | Rang   | Résultat         | Rang             | Résultat     | Rang         | Résultat | Rang   |
| ---------- | ---------------- | ---------- | ------ | ---------------- | ---------------- | ------------ | ------------ | -------- | ------ |
| 200 mètres | José Acevedo     | 21.06      | 5e     | -                | -                | -            | -            | -        | -      |
| 800 mètres | Eduar Villanueva | 1min 47.64 | 6e     | -                | -                | -            | -            | -        | -      |

#### Femmes
| Epreuve           | Athlète        | Séries   | Séries | Quarts de finale | Quarts de finale | Demi-finales | Demi-finales | Finale   | Finale |
| Epreuve           | Athlète        | Résultat | Rang   | Résultat         | Rang             | Résultat     | Rang         | Résultat | Rang   |
| ----------------- | -------------- | -------- | ------ | ---------------- | ---------------- | ------------ | ------------ | -------- | ------ |
| Lancer du javelot | Maria Gonzalez | 50,51m   | 26e    | -                | -                | -            | -            | -        | -      |

### Aviron
Hommes
- 1 de couple :
  - Dhison Alexander Hernandez

| Athlète(s)                 | Compétition | Série         | Série | Quart de finale | Quart de finale | Demi-finale   | Demi-finale | Finale                 | Finale |
| Athlète(s)                 | Compétition | Temps         | Rang  | Temps           | Rang            | Temps         | Rang        | Temps                  | Rang   |
| -------------------------- | ----------- | ------------- | ----- | --------------- | --------------- | ------------- | ----------- | ---------------------- | ------ |
| Dhison Alexander Hernandez | Skiff       | 7 min 54 s 52 | 5e    | NC              | NC              | 7 min 18 s 85 | 1er         | Finale E 7 min 05 s 12 | 1er    |

### Boxe
Hommes
- Poids mi-mouche (48 kg) :
  - Eduard Bermudez Salas
- Poids coq (54 kg) :
  - Hector Manzanilla Rangel
- Poids super-légers (64 kg) :
  - Jonny Sanchez
- Poids moyen (75 kg) :
  - Alfonso Blanco Parra
- Poids mi-lourd (81 kg) :
  - Luis Alberto Gonzalez
- Poids super-lourd (+ 91 kg) :
  - Jose Payares

| Athlète           | Catégorie                  | 16e de finale        | 8e de finale          | Quart de finale         | Demi-finale         | Finale              |
| Athlète           | Catégorie                  | Adversaire Résultat  | Adversaire Résultat   | Adversaire Résultat     | Adversaire Résultat | Adversaire Résultat |
| ----------------- | -------------------------- | -------------------- | --------------------- | ----------------------- | ------------------- | ------------------- |
| Eduard Bermudez   | Poids mi-mouches (-48kg)   | Shiming Défaite 2-11 | -                     | -                       | -                   | -                   |
| Hector Manzanilla | Poids coqs (-54Kg)         | Samir Victoire 13-10 | Chul Victoire 17-6    | Julie Défaite 9-13      | -                   | -                   |
| Jhonny Sanchez    | Poids super-légers (-64Kg) | NC                   | SapiyevDéfaite 3-22   | -                       | -                   | -                   |
| Alfonso Blanco    | Poids moyens (-75Kg)       | NC                   | Nunez Victoire 18-7   | Sutherland Défaite 1-11 | -                   | -                   |
| Lucho González    | Poids mi-lourds (-81Kg)    | NC                   | Szello Défaite RSCH 1 | -                       | -                   | -                   |
| Jose Payares      | Poids super-lourds (+91Kg) | NC                   | Ouatah Défaite 5-7    | -                       | -                   | -                   |

### Canoë-kayak

#### En eaux calmes
| Hommes - 500 m kayak biplace (K2) : - Gabriel Rodriguez et Jose Ramos - 1 000 m kayak biplace (K2) : - Gabriel Rodriguez et Jose Ramos | Femmes - 500 m kayak monoplace (K1) : - Zulmarys Sanchez |

| Athlète             | Compétition | Éliminatoires  | Éliminatoires | Demi-finales   | Demi-finales | Finale A | Finale A |
| Athlète             | Compétition | Temps          | Rang          | Temps          | Rang         | Temps    | Rang     |
| ------------------- | ----------- | -------------- | ------------- | -------------- | ------------ | -------- | -------- |
| Jose Giovanni Ramos | K2 500m     | 1 min 34 s 220 | 8e            | 1 min 37 s 285 | 9e           | -        | -        |
| Gabriel Rodriguez   | K2 500m     | 1 min 34 s 220 | 8e            | 1 min 37 s 285 | 9e           | -        | -        |
| Jose Giovanni Ramos | K2 1000m    | 3 min 31 s 569 | 6e            | 3 min 27 s 423 | 7e           | -        | -        |
| Gabriel Rodriguez   | K2 1000m    | 3 min 31 s 569 | 6e            | 3 min 27 s 423 | 7e           | -        | -        |

### Cyclisme

#### BMX
Hommes
- Jonathan Fernando Suarez Freitez

| Athlète         | Compétition | Qualifications | Qualifications | Quarts de finale | Quarts de finale | Quarts de finale | Quarts de finale | Quarts de finale | Demi-finales | Demi-finales | Demi-finales | Demi-finales | Demi-finales | Finale   | Finale |
| Athlète         | Compétition | Résultat       | Rang           | Manche 1         | Manche 2         | Manche 3         | Total            | Rang             | Manche 1     | Manche 2     | Manche 3     | Total        | Rang         | Résultat | Rang   |
| --------------- | ----------- | -------------- | -------------- | ---------------- | ---------------- | ---------------- | ---------------- | ---------------- | ------------ | ------------ | ------------ | ------------ | ------------ | -------- | ------ |
| Jonathan Suárez | BMX hommes  | 36 s 325       | 8e             | 8                | 4                | 5                | 17               | 5e               | -            | -            | -            | -            | -            | -        | -      |

#### Sur route
| Hommes - Course sur route : - Jackson Rodríguez | Femmes - Course sur route : - Danielys García - Angie González |

| Athlète           | Compétition     | Temps         | Rang |
| ----------------- | --------------- | ------------- | ---- |
| Jackson Rodríguez | Course en ligne | 6 h 26 min 17 | 29e  |

### Équitation
Mixte
- Saut d'obstacles individuel :
  - Pablo Barrios

### Escrime
| Hommes - Epée individuelle : - Wolfang Mejias - Ruben Limardo Gascon - Silvio Fernandez Briceno - Sabre individuel : - Carlos Jose Bravo Lopez - Epée par équipes : - Fransisco Limardo Gascon, Wolfang Mejias, Silvio Fernandez Briceno et Ruben Limardo Gascon | Femmes - Fleuret individuel : - Mariana Gonzalez Parra - Epée individuelle : - Maria Martinez Gascon - Sabre individuel : - Alejandra Benitez Romero |

| Athlète              | Compétition       | 1/32 de finale                | 1/16 de finale   | 1/8 de finale    | Quarts de finale | Demi-finales     | Match pour la médaille de bronze Matchs de classement 5-8 | Match pour la médaille de bronze Matchs de classement 5-8 | Finale           | Finale |
| Athlète              | Compétition       | Adversaire Score              | Adversaire Score | Adversaire Score | Adversaire Score | Adversaire Score | Rang                                                      | Adversaire Score                                          | Adversaire Score | Rang   |
| -------------------- | ----------------- | ----------------------------- | ---------------- | ---------------- | ---------------- | ---------------- | --------------------------------------------------------- | --------------------------------------------------------- | ---------------- | ------ |
| Wolfgang Mejias (en) | Épée individuelle | Torkildsen (en) Défaite 11-12 | -                | -                | -                | -                | -                                                         | -                                                         | -                | -      |

### Judo
| Hommes - 60 kg : - Javier Antonio Guedez Sanchez - 66 kg : - Ludwing Manuel Ortiz Flores - 73 kg : - Richard Leon Vizcaya - 90 kg : - Jose Gregorio Camacho - 100 kg : - Albenis Antonio Rosales | Femmes - 52 kg : - Flor Velasquez Artahona - 63 kg : - Ysis Barreto |

### Lutte

#### Libre
| Hommes - 96 kg : - Luis Vivenes | Femmes - 48 kg : - Mayelis Caripa - 55 kg : - Marcia Andrade |

### Sports d'eaux

#### Plongeon
Hommes
- Tremplin 3 m :
  - Ramon Antonio Fumado Rodriguez

#### Natation
| Hommes - 50 m nage libre : - Jonathan Javier Camacho Riera - 100 m nage libre : - Albert Subirats Altes - 200 m nage libre : - Crox Ernesto Acuna Rodriguez - 400 m nage libre : - Daniele Tirabassi - 1500 m nage libre : - Ricardo Andres Monasterio Guaimare - 100 m papillon : - Octavio Andres Alesi Gonzalez - Albert Subirats Altes - 200 m papillon : - Alexis Marquez Rivas - 200 m brasse : - Leopoldo Jose Andara Gonzalez - 200 m 4 nages indiv. : - Leopoldo Jose Andara Gonzalez - 10 km marathon : - Erwin Leon Maldonado Savera | Femmes - 50 m nage libre : - Arlene Iradie Semeco Arismendi - 100 m nage libre : - Arlene Iradie Semeco Arismendi - 400 m nage libre : - Yanel Andreina Pinto Perez - 800 m nage libre : - Andreina del Valle Pinto Perez - 100 m dos : - Erin Nicole Volcan Smith - 200 m dos : - Erin Nicole Volcan Smith - 10 km marathon : - Andreina del Valle Pinto Perez |

### Softball
Femmes
- Yuruby Alicart, joueuse de champ intérieur
- Mariangee Bogado, lanceuse
- Marianella Castellanos, lanceuse
- Zuleyma Cirimele, receveuse
- Denisse Fuenmayor, joueuse de champe intérieur
- Johana Gomez, lanceuse
- Bheiglys Mujica, joueuse de champ extérieur
- Yusmary Perez, joueuse de champ intérieur
- Jineth Pimentel, joueuse de champ extérieur
- Geraldine Puertas, joueuse de champ intérieur
- Maribel Riera, receveuse
- Mayles Rodriguez, joueuse de champ intérieur
- Rubilena Rojas, joueuse de champ intérieur
- Yaicey Sojo, joueuse de champ extérieur
- Maria Soto, joueuse de champ intérieur

### Taekwondo
| Hommes - - 80 kg : - Carlos Vasquez Carvajal - + 80 kg : - Juan Carlos Diaz Falcon | Femmes - - 49 kg : - Dalia Contreras Rivero - + 67 kg : - Adriana Carmona Gutierrez |

### Tennis
Femmes
- Simple :
  - Milagros Sequera

### Tennis de table
Femmes
- Simple :
  - Fabiola Ramos

### Tir à l'arc
Femmes
- Epreuve individuelle :
  - Leidys Brito

### Tir
Femmes
- Carabine 10 m à air comprimé :
  - Diliana Mendez
- Carabine 50 m 3 positions :
  - Diliana Mendez

### Voile
Hommes
- Laser :
  - Jose Miguel Ruiz Durango
- RS:X :
  - Carlos Julio Flores Perez
- Finn :
  - Jhonny Senen Bilbao Bande

### Volley-ball
| Hommes - Juan Carlos Blanco - Freddy Cedeno - Luis Diaz - Thomas Ereu - Ernardo Gomez - Carlos Luna - Ivan Marquez - Ronald Mendez - Andy Rojas - Joel Silva, libéro - Carlos Tejeda - Rodman Valera | Femmes - Roslandy Acosta - Jayce Andrade - Aleoscar Blanco - Shirley Florian - Genesis Franchesco - Desiree Glod - Yessica Paz - Maria Jose Perez - Wendy Romero - Gheraldine Quijada - Maria Valero, libéro - Amarylis Villar |